# Почесний знак «Хрест за заслуги перед Литовською поліцією»
Почесний знак «Хрест за заслуги перед Литовською поліцією» (лит. Garbės ženklas «Kryžius už nuopelnus Lietuvos policijai») — відомча нагорода департаменту поліції при Міністерстві внутрішніх справ Литовської Республіки.

## Положення про нагороду
| [[Файл:\|center\|150px]] |
|                          |

|  | Цей розділ статті ще не написано . Ви можете допомогти проєкту, написавши його. |
|  | Цей розділ статті ще не написано. Ви можете допомогти проєкту, написавши його.  |